# Mark Hulstrøm
Mark Hulstrøm (født 28. december 1965) er en dansk bokser. Han deltog i mændenes sværvægter ved sommer-OL 1992. Han har været hovedtræner i næsten tre årtier i Korsør Amatør Bokseklub. Hulstrøm havde 20 professionelle boksekampe, med 16 sejre, hvoraf 9 blev vundet på knockout. Han var dansk mester fem gange fra 1985 til 1992. Hans sidste kamp var den 26. maj 2000, hvor han tabte på knockout mod nordmanden Rune Lillebuen.

## Problemer med loven
Hulstrøm blev den 18. juni 1996 ved Østre Landsret idømt 3 1/2 års fængsel for smugleri.